# Opius oxatus
Opius oxatus är en stekelart som beskrevs av Fischer 1990. Opius oxatus ingår i släktet Opius och familjen bracksteklar. Inga underarter finns listade i Catalogue of Life.